# A' Katīgoria 1955-1956
La A' Katīgoria 1955-1956 fu la 19ª edizione del massimo campionato di calcio cipriota: il AEL Limassol vinse il suo quarto titolo, il secondo consecutivo.

## Stagione

### Novità
La retrocessa Arīs Limassol fu sostituita dalla neo promossa Nea Salamis; il Çetinkaya Türk prese parte al neonato campionato turco di Cipro Nord. Il numero di squadre scese, pertanto, da dieci a nove.

### Formula
Il campionato era formato da nove squadre ed era prevista un'unica retrocessione; furono assegnati due punti in caso di vittoria, uno in caso di pareggio e zero in caso di sconfitta.
Le squadre si incontrarono in gironi di andata e ritorno per un totale di sedici turni per squadra.

## Squadre partecipanti
| Club                | Città     | Stadio             | Stagione precedente |
| ------------------- | --------- | ------------------ | ------------------- |
| AEL Limassol        | Limassol  | Stadio GSO         | 1º in A' Katīgoria  |
| Anorthōsis          | Famagosta | Stadio GSE         | 7º in A' Katīgoria  |
| APOEL               | Nicosia   | Vecchio Stadio GSP | 3º in A' Katīgoria  |
| AYMA Nicosia        | Nicosia   | Vecchio Stadio GSP | 8º in A' Katīgoria  |
| EPA Larnaca         | Larnaca   | Vecchio Stadio GSZ | 5º in A' Katīgoria  |
| Nea Salamis         | Famagosta | Stadio GSE         | 1º in B' Katīgoria  |
| Olympiakos Nicosia  | Nicosia   | Vecchio Stadio GSP | 9º in A' Katīgoria  |
| Omonia              | Nicosia   | Vecchio Stadio GSP | 6º in A' Katīgoria  |
| Pezoporikos Larnaca | Larnaca   | Vecchio Stadio GSZ | 2º in A' Katīgoria  |

## Classifica finale
|                  | Pos. | Squadra             | Pt | G  | V | N | P  | GF | GS | DR  |
| ---------------- | ---- | ------------------- | -- | -- | - | - | -- | -- | -- | --- |
| Cipro (bandiera) | 1.   | AEL Limassol        | 23 | 16 | 9 | 5 | 2  | 38 | 17 | +21 |
|                  | 2.   | APOEL               | 21 | 16 | 9 | 3 | 4  | 30 | 16 | +14 |
|                  | 3.   | Nea Salamis         | 19 | 16 | 7 | 5 | 4  | 31 | 24 | +7  |
|                  | 4.   | Olympiakos Nicosia  | 19 | 16 | 7 | 5 | 4  | 29 | 27 | +2  |
|                  | 5.   | Anorthōsis          | 18 | 16 | 8 | 2 | 6  | 43 | 33 | +10 |
|                  | 6.   | Omonia              | 16 | 16 | 7 | 2 | 7  | 23 | 26 | -3  |
|                  | 7.   | Pezoporikos Larnaca | 14 | 16 | 5 | 4 | 7  | 25 | 31 | -6  |
|                  | 8.   | EPA Larnaca         | 10 | 16 | 4 | 2 | 10 | 23 | 38 | -15 |
|                  | 9.   | AYMA Nicosia        | 4  | 16 | 1 | 2 | 13 | 21 | 51 | -30 |

### Verdetti
- AEL Limassol campione di Cipro.
- AYMA Nicosia retrocesso in B' Katīgoria 1956-1957.